# فردریکتاون (میزوری)
فردریکتاون (به انگلیسی: Fredericktown) یک شهر در ایالات متحده آمریکا است که در شهرستان مدیسون، میزوری واقع شده‌است. فردریکتاون ۱۱٫۶۵ کیلومتر مربع مساحت و ۳٬۹۸۵ نفر جمعیت دارد و ۲۲۶ متر بالاتر از سطح دریا قرار دارد.